# Yeseria
La yeseria è una tecnica di intaglio dell'intonaco utilizzata dai Mori in Spagna in periodi successivi all'arte mudéjar.
Seguendo la tradizione della lavorazione del gesso come materiale di decorazione, questo era spesso scavato secondo motivi geometrici e islamici. L'Alhambra e l'Alcázar di Siviglia hanno molti begli esempi di yeseria. 

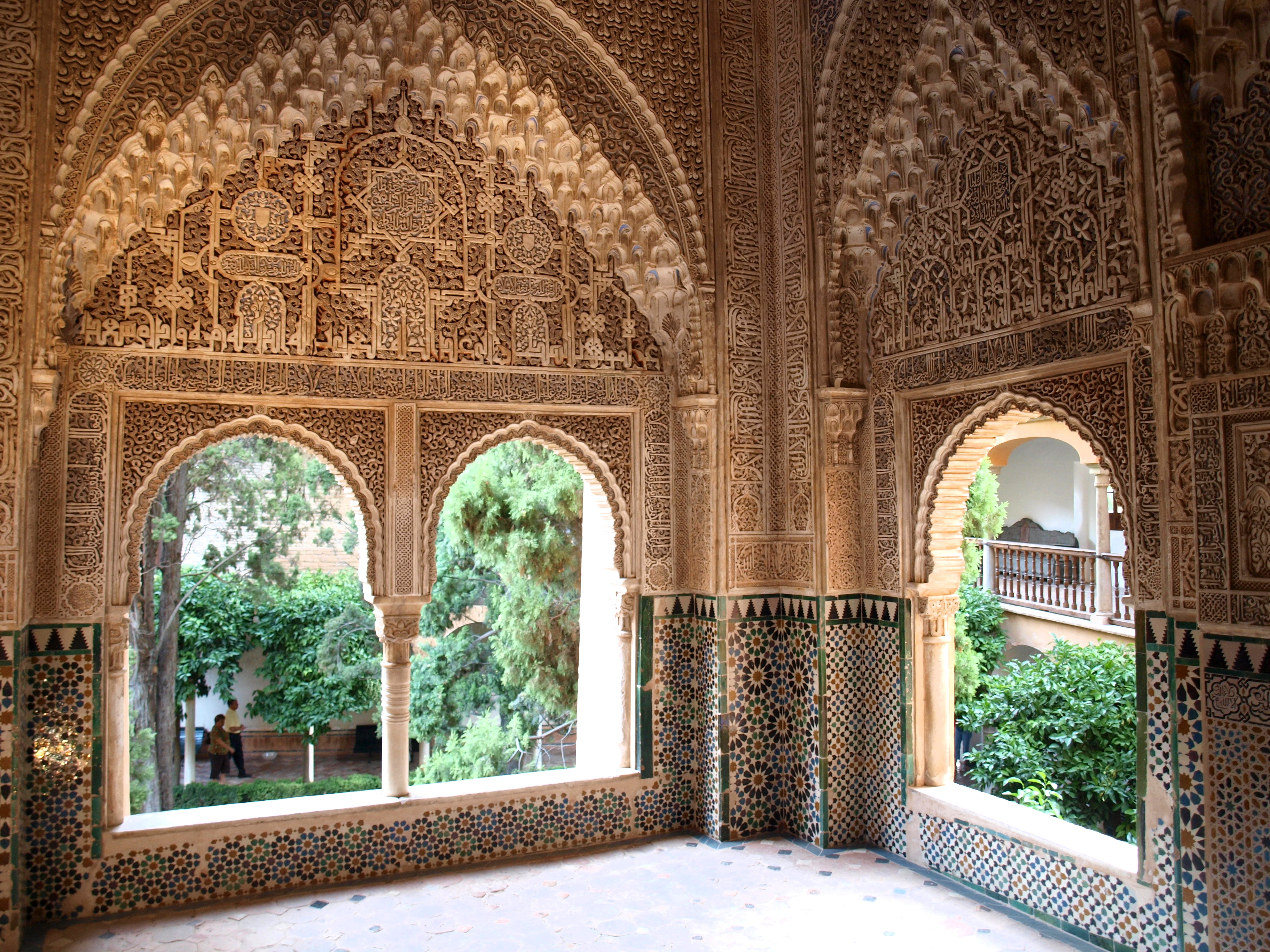
Palazzo dei Leoni, Alhambra, Granada
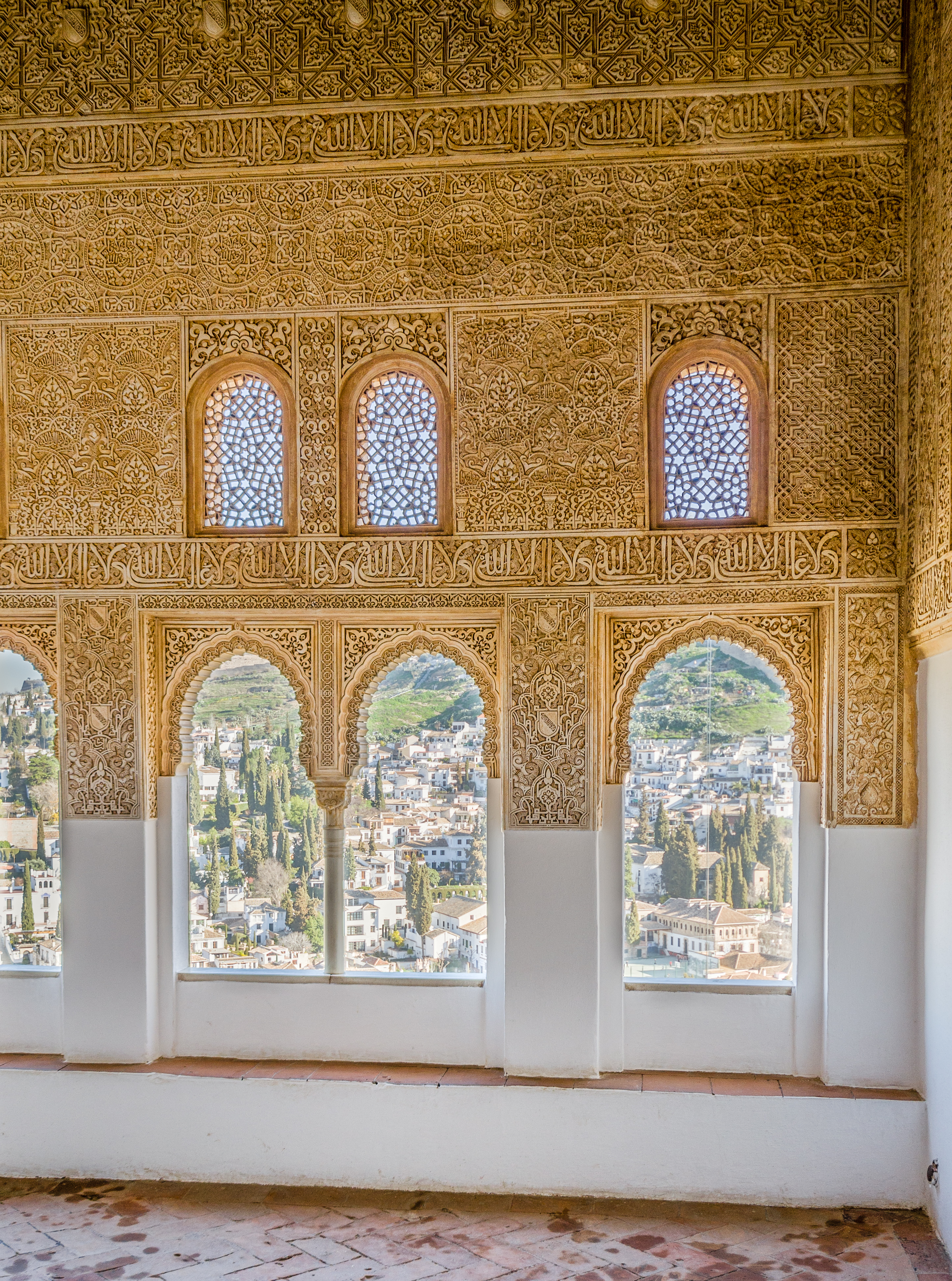
Palazzo Nasrid, Granada
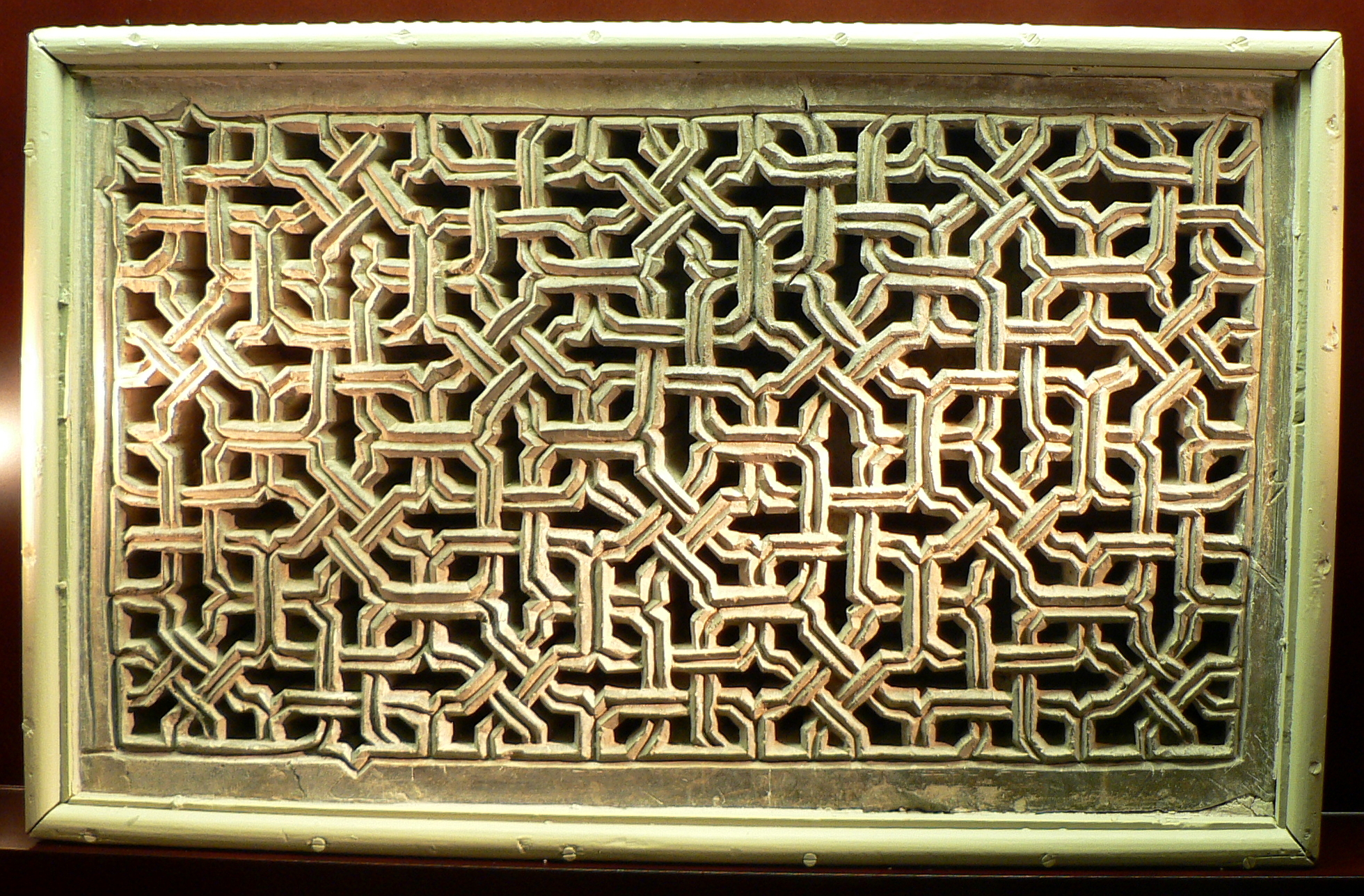
Pannello geometrico
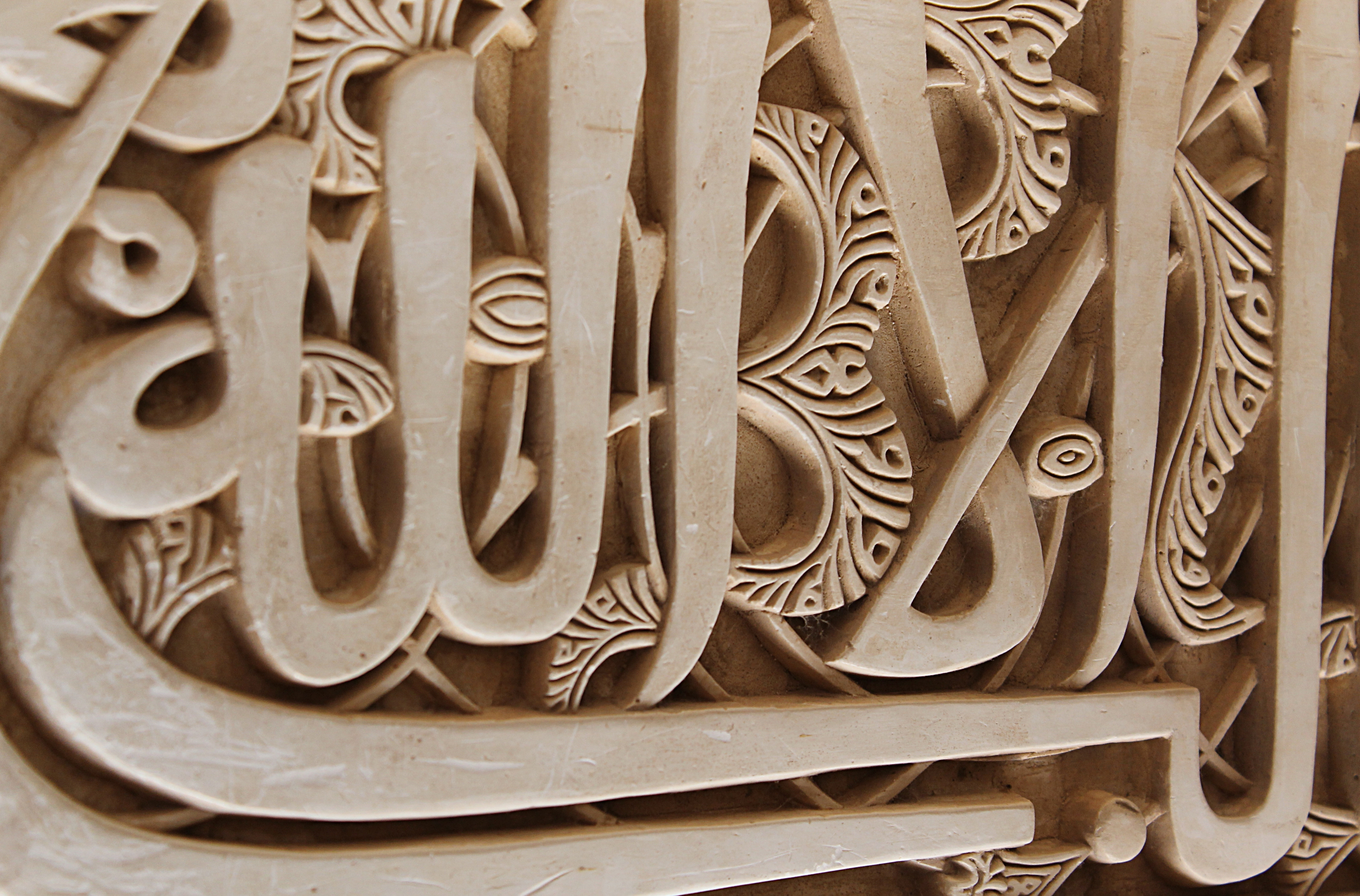
Palazzo Narsrid, dettagli della camera dorata
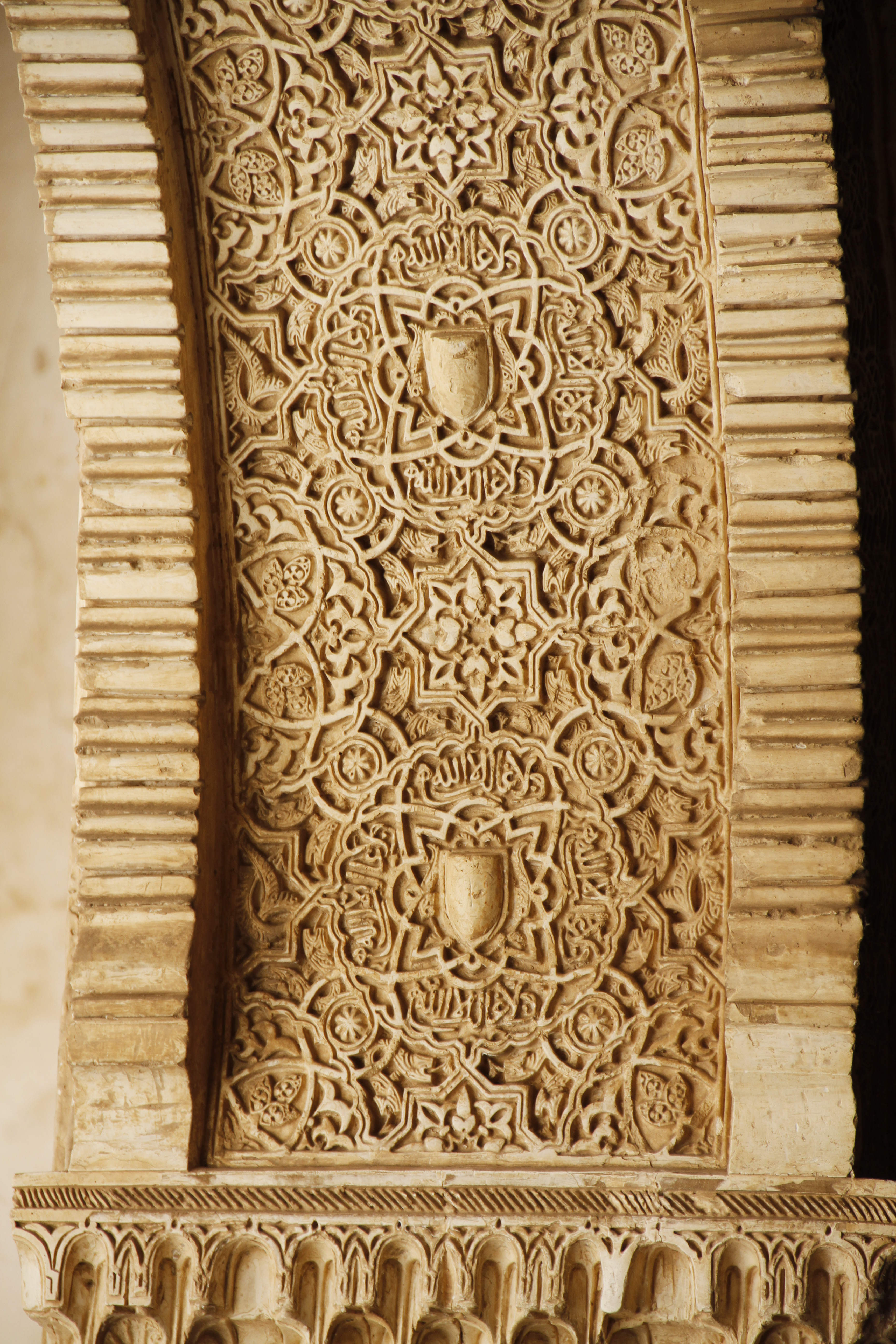
Patio dell'appartamento dorato, Alhambra, Granada
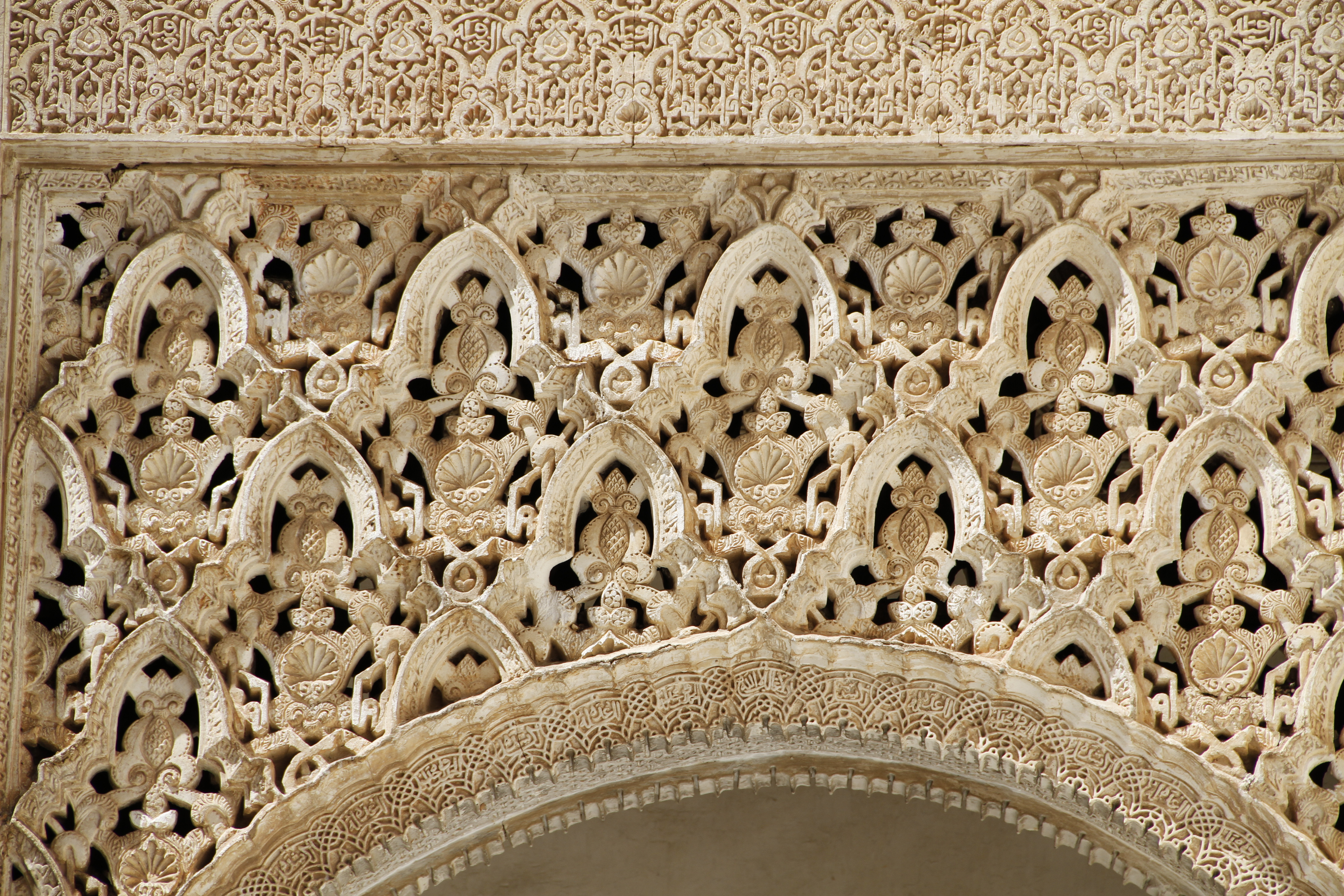
Patio dell'appartamento dorato
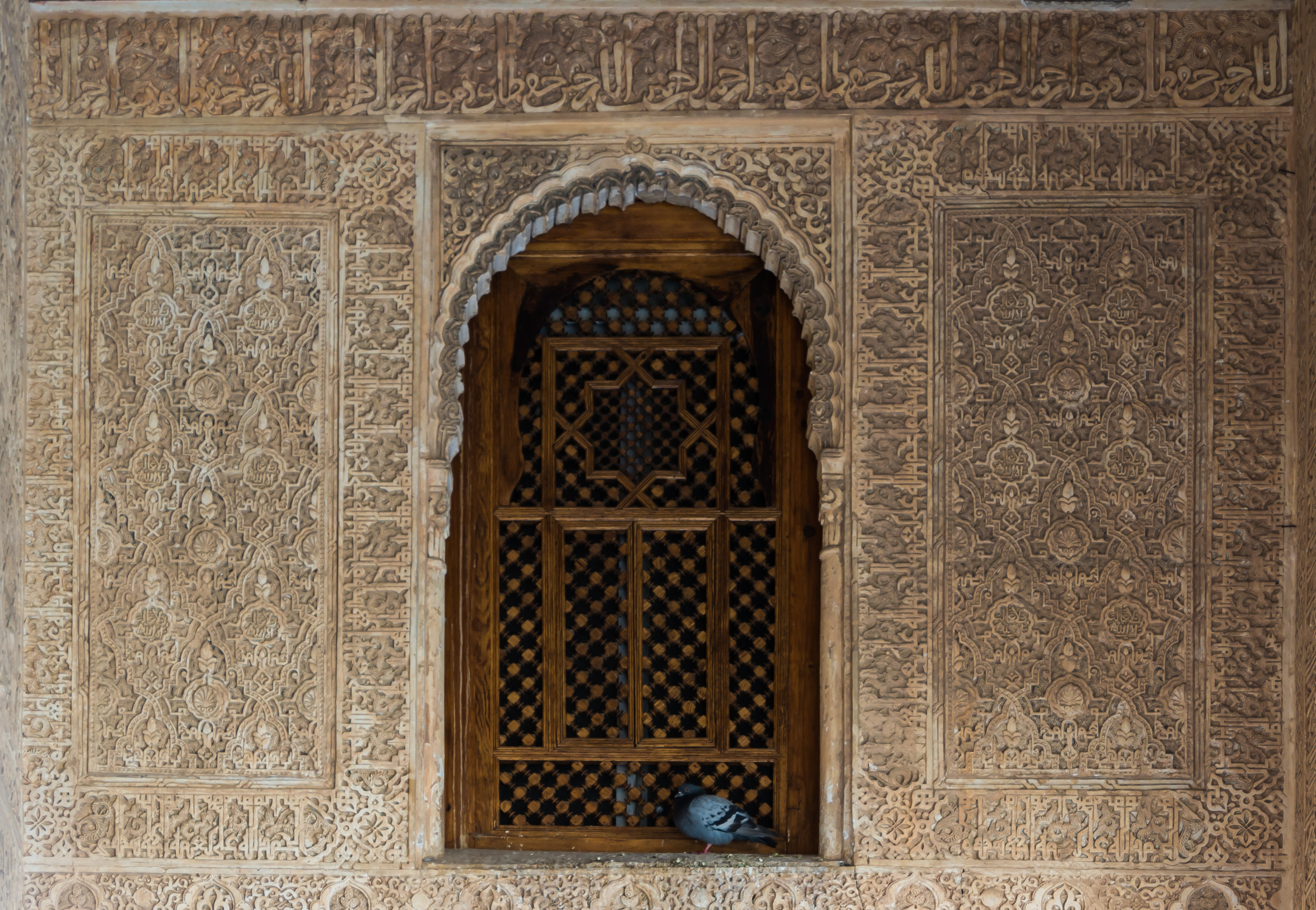
Stucchi nell'appartamento dorato
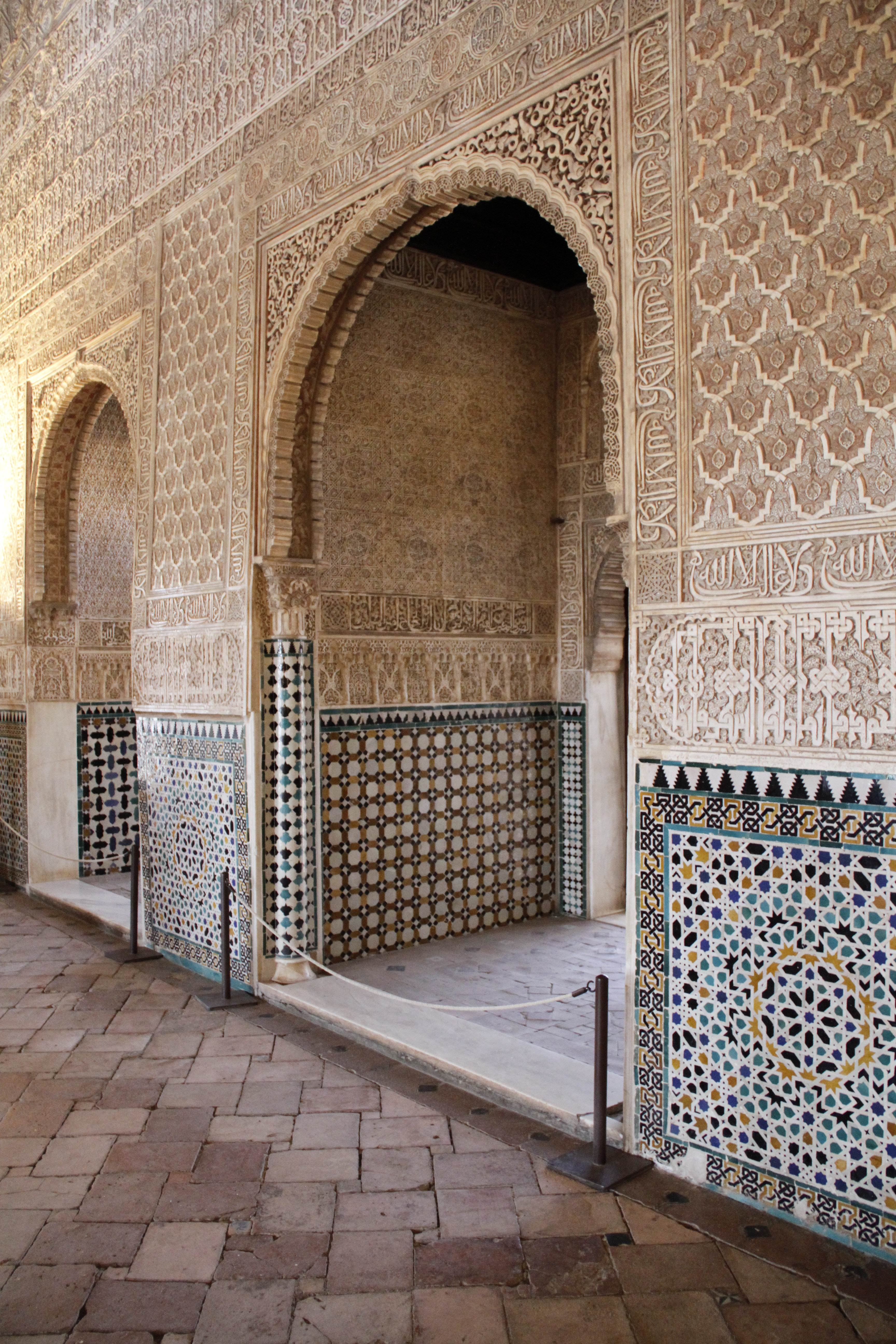
Salone degli ambasciatori
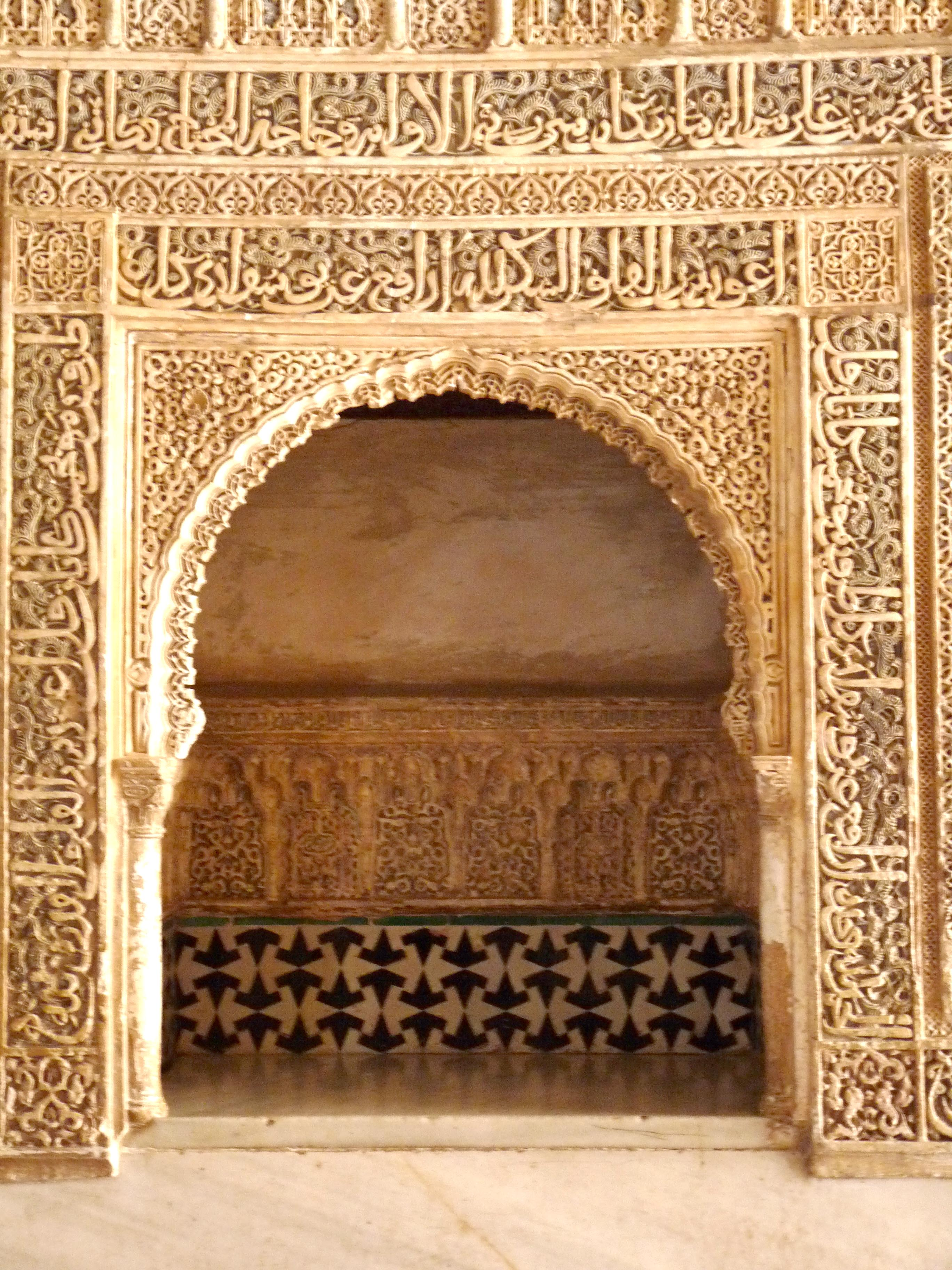
Portale
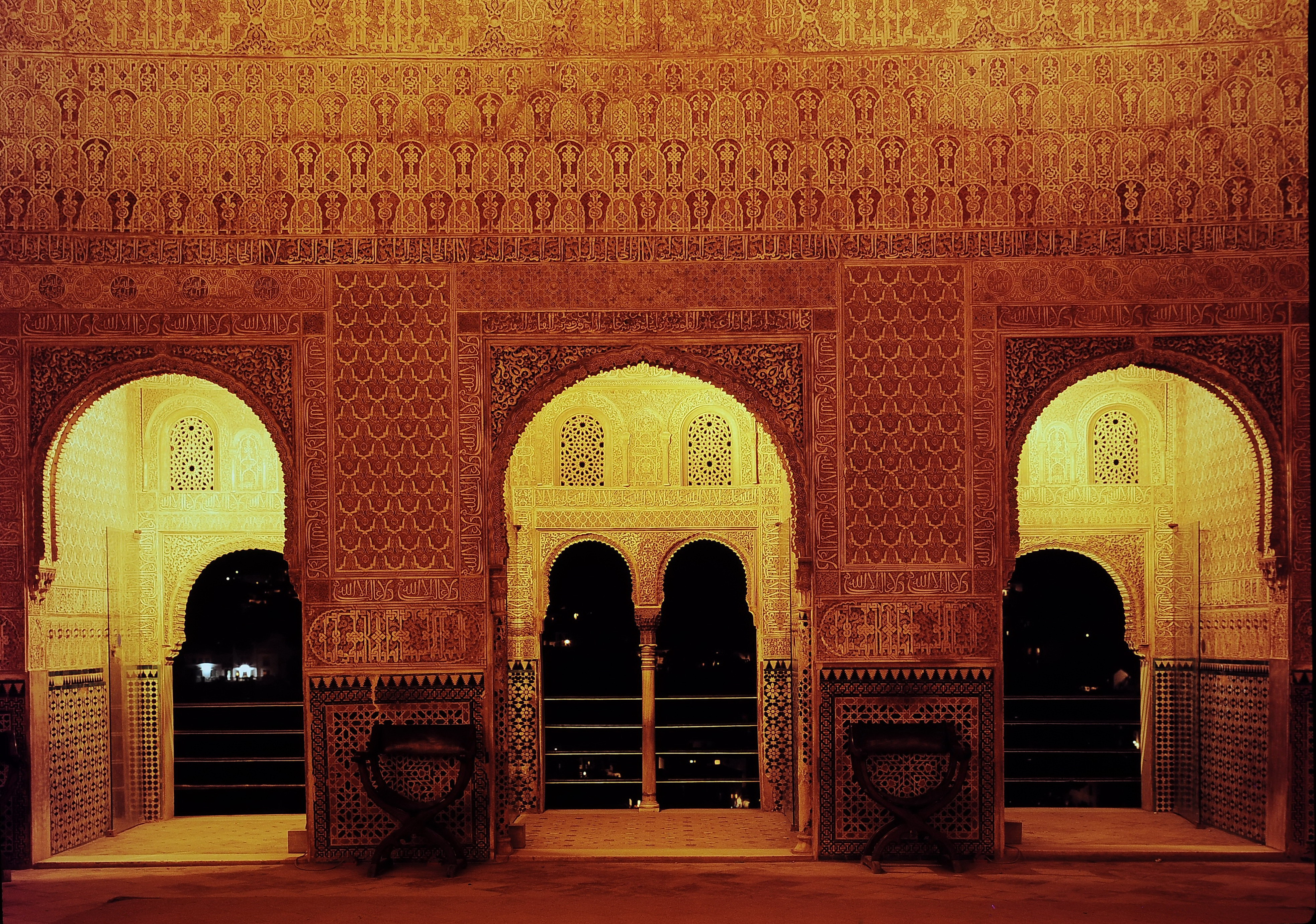
Alhambra in notturno
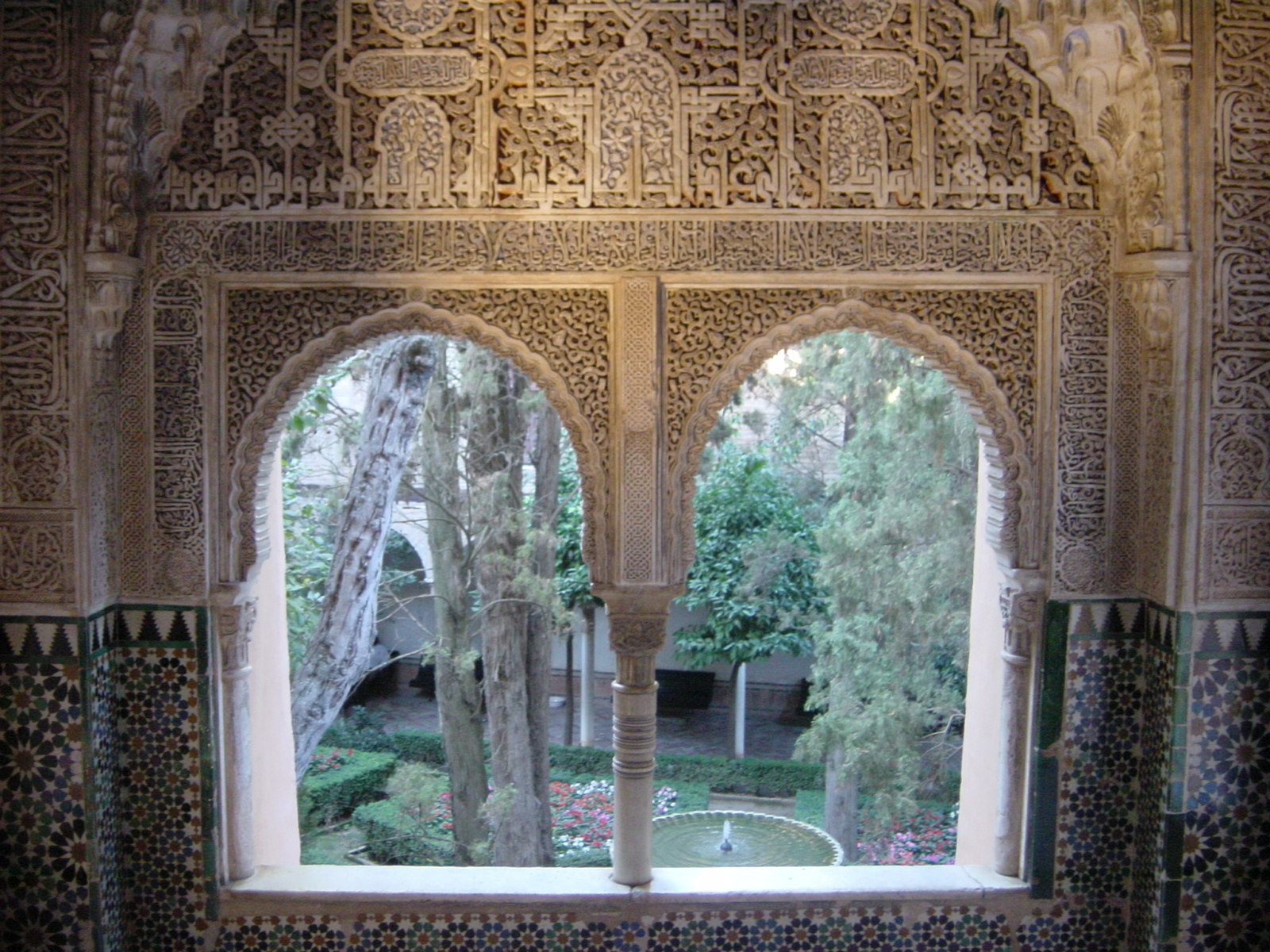
Alhambra
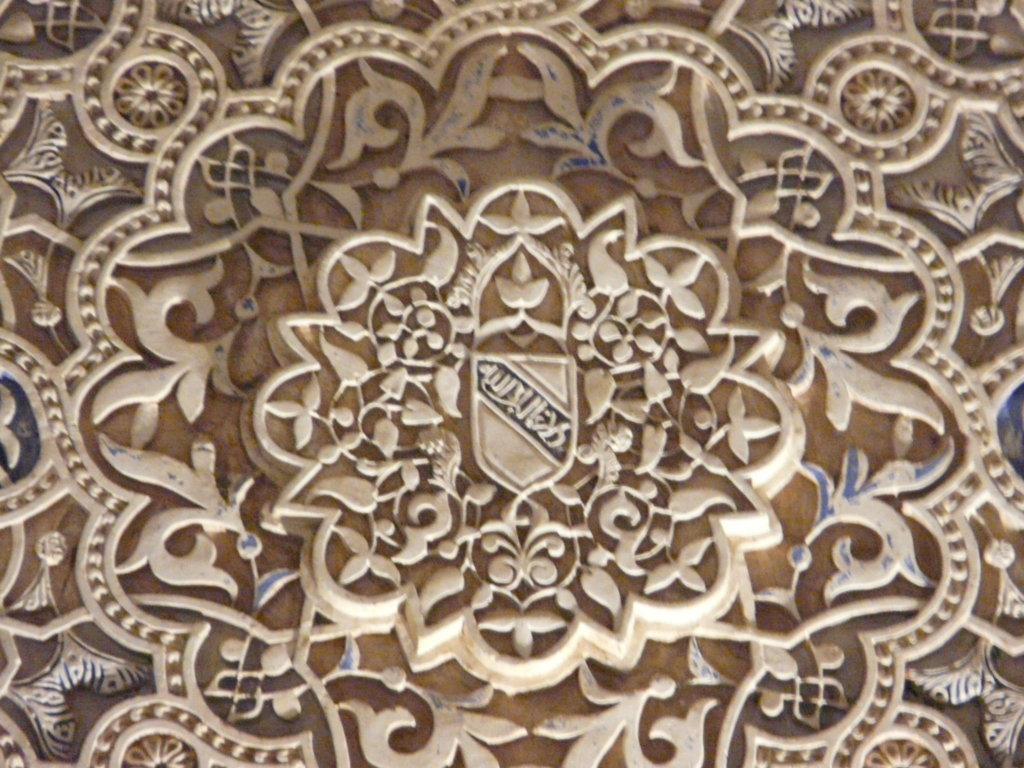
Alhambra
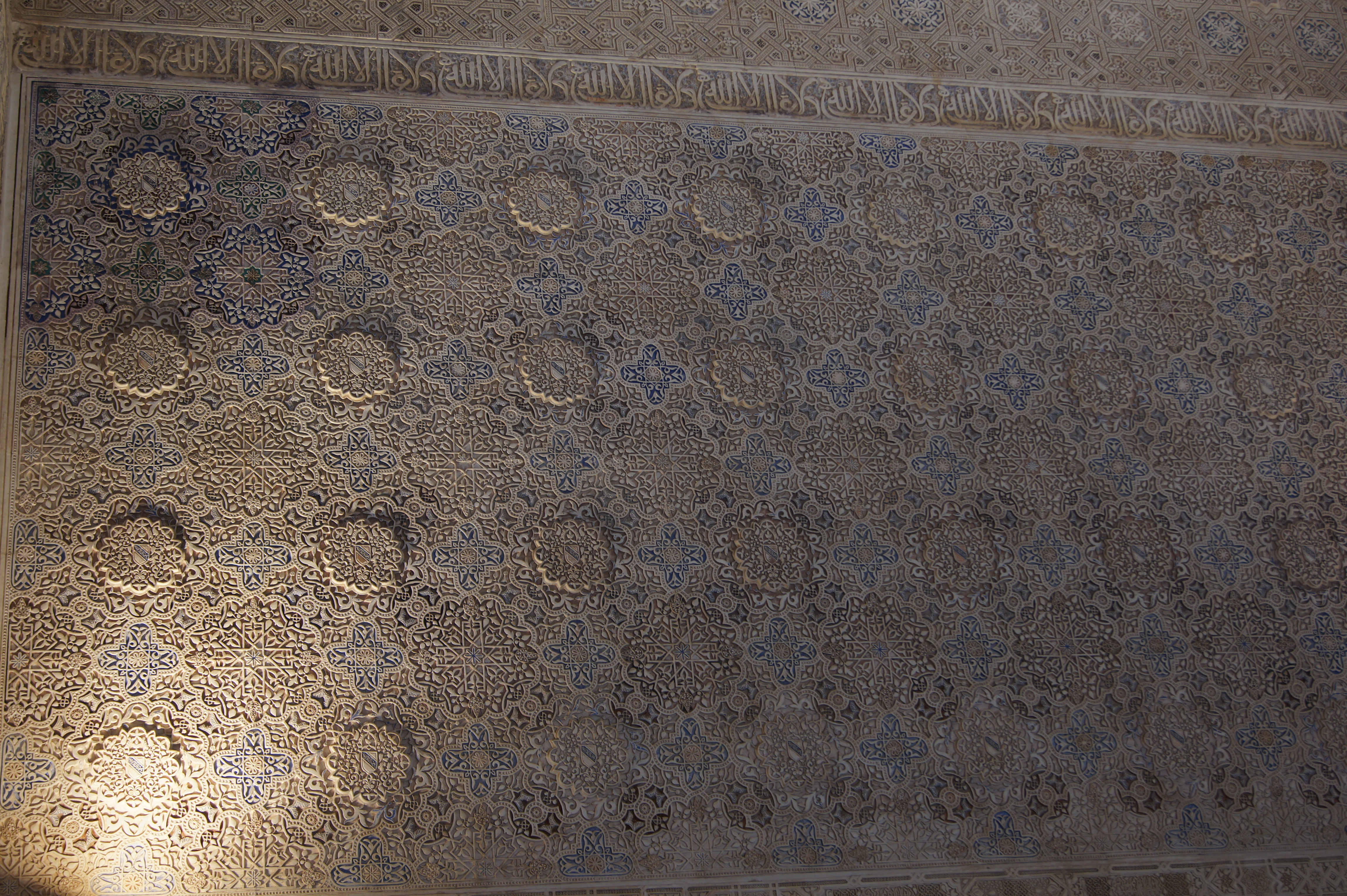
Stucco
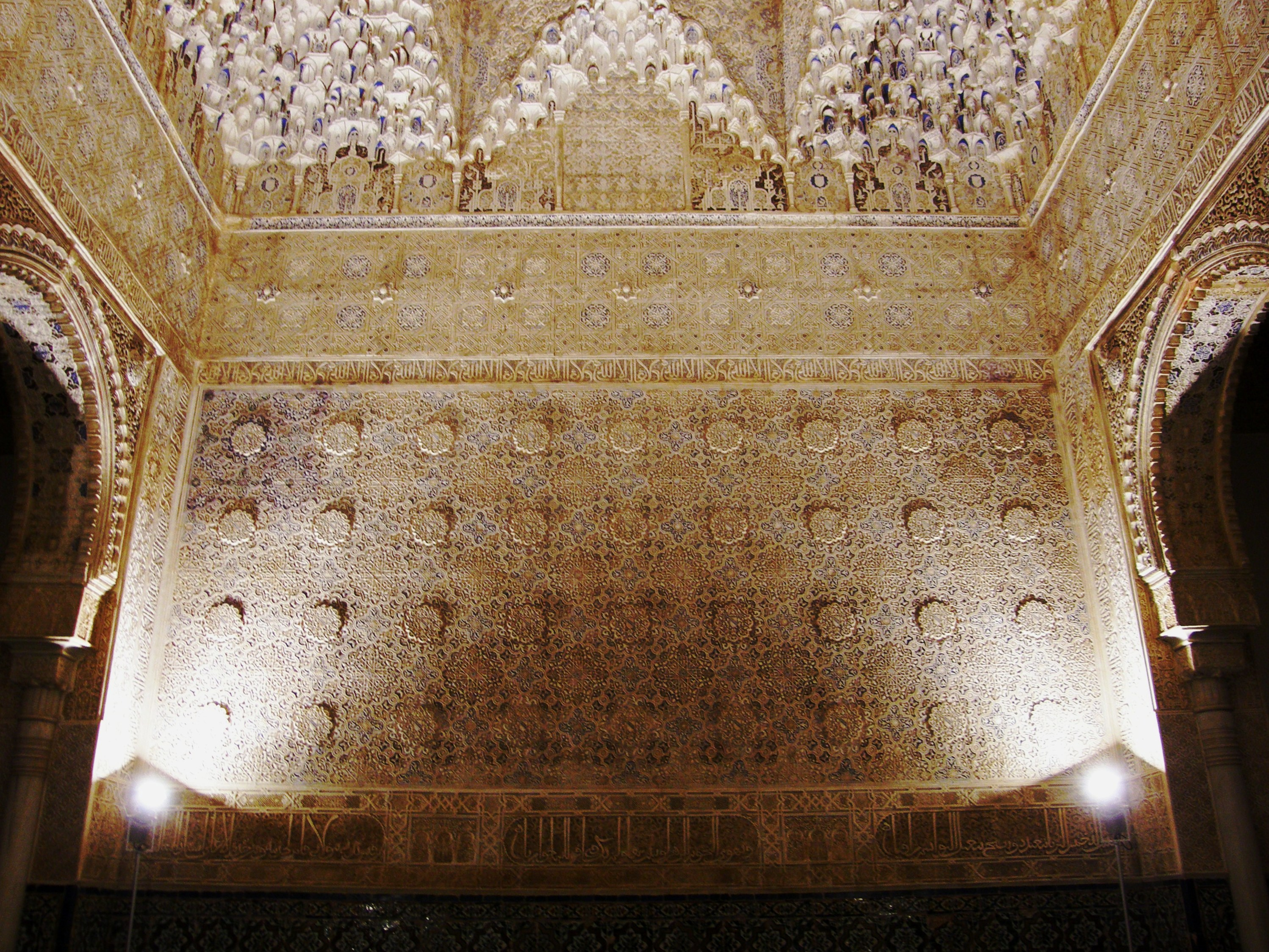
Alhambra
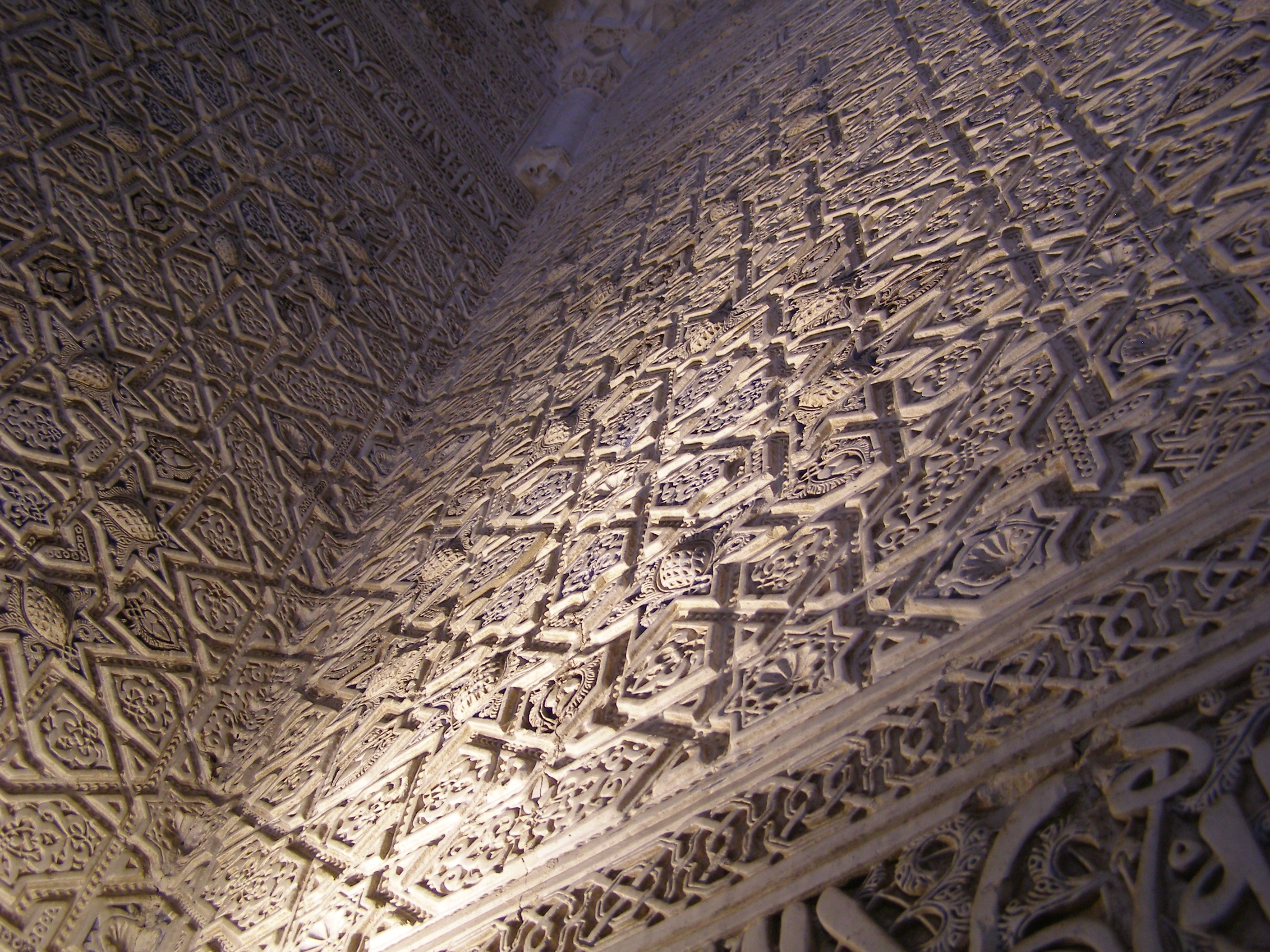
Alhambra
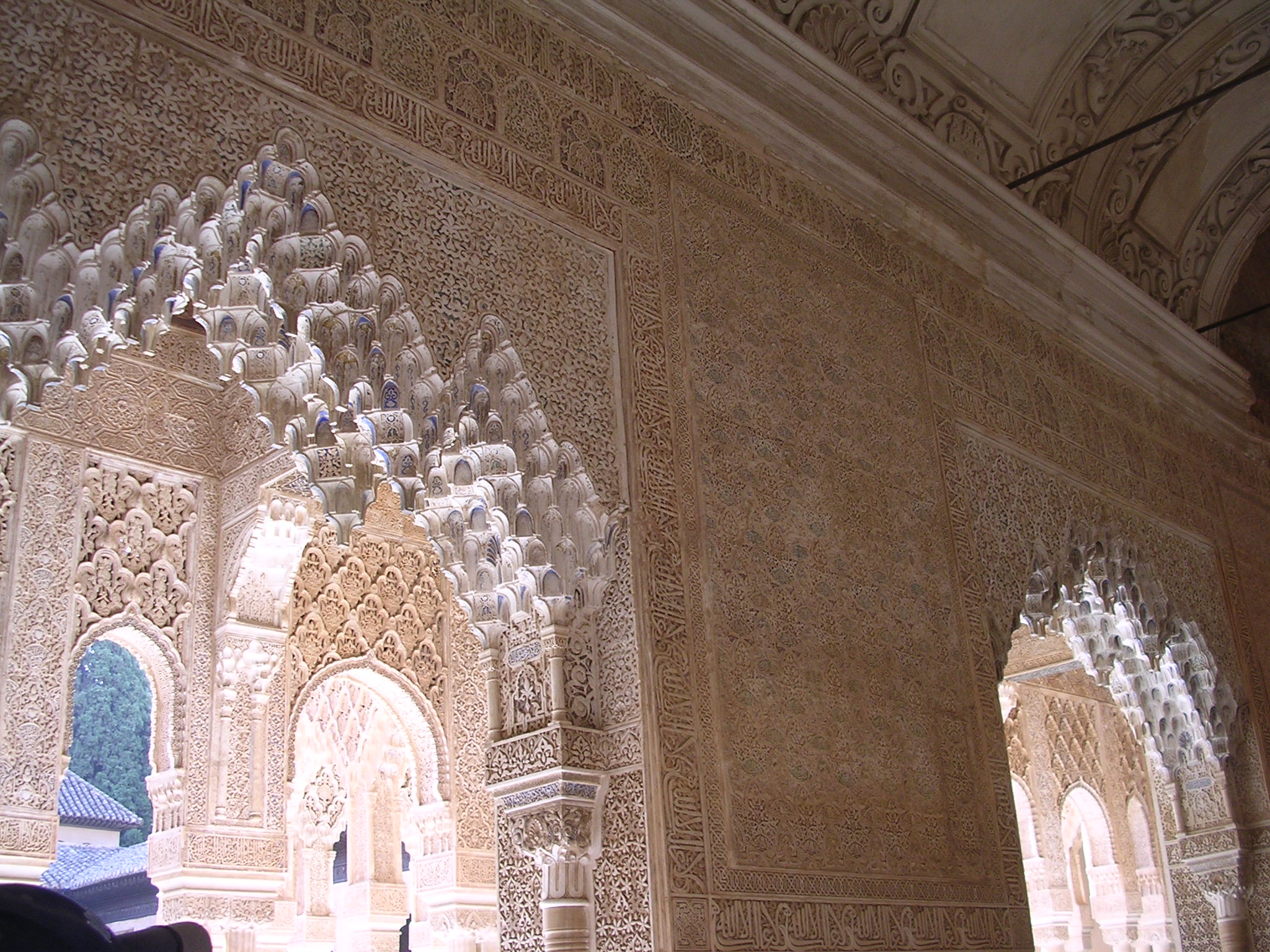
Granada
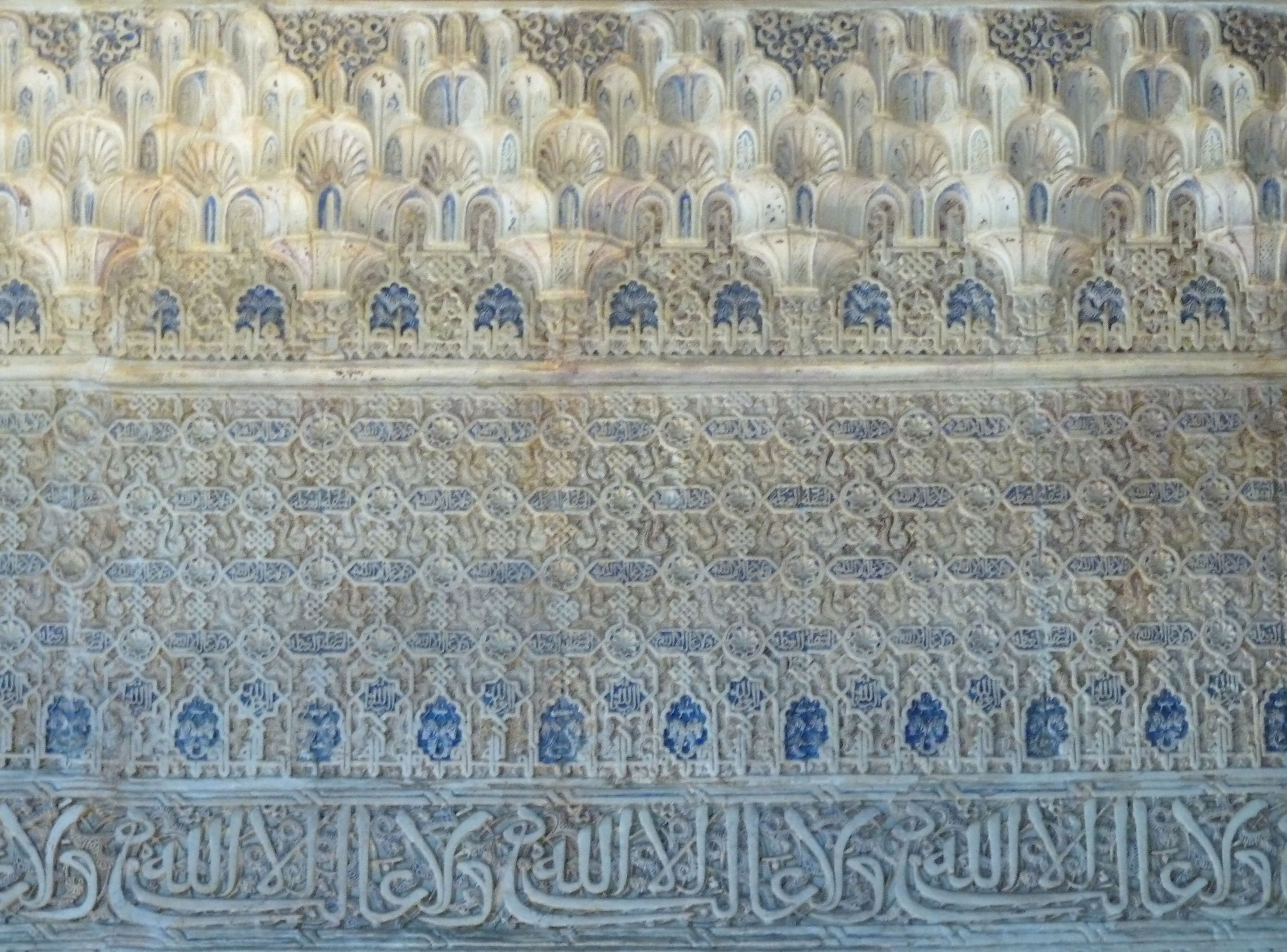
Alhambra
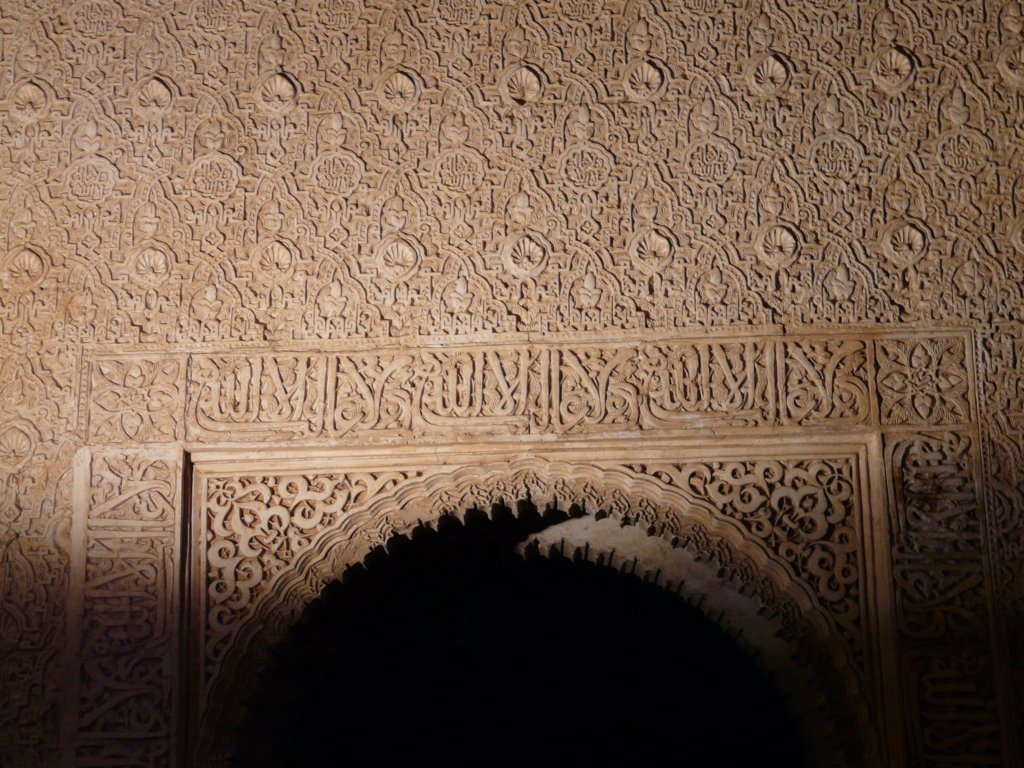
Alhambra
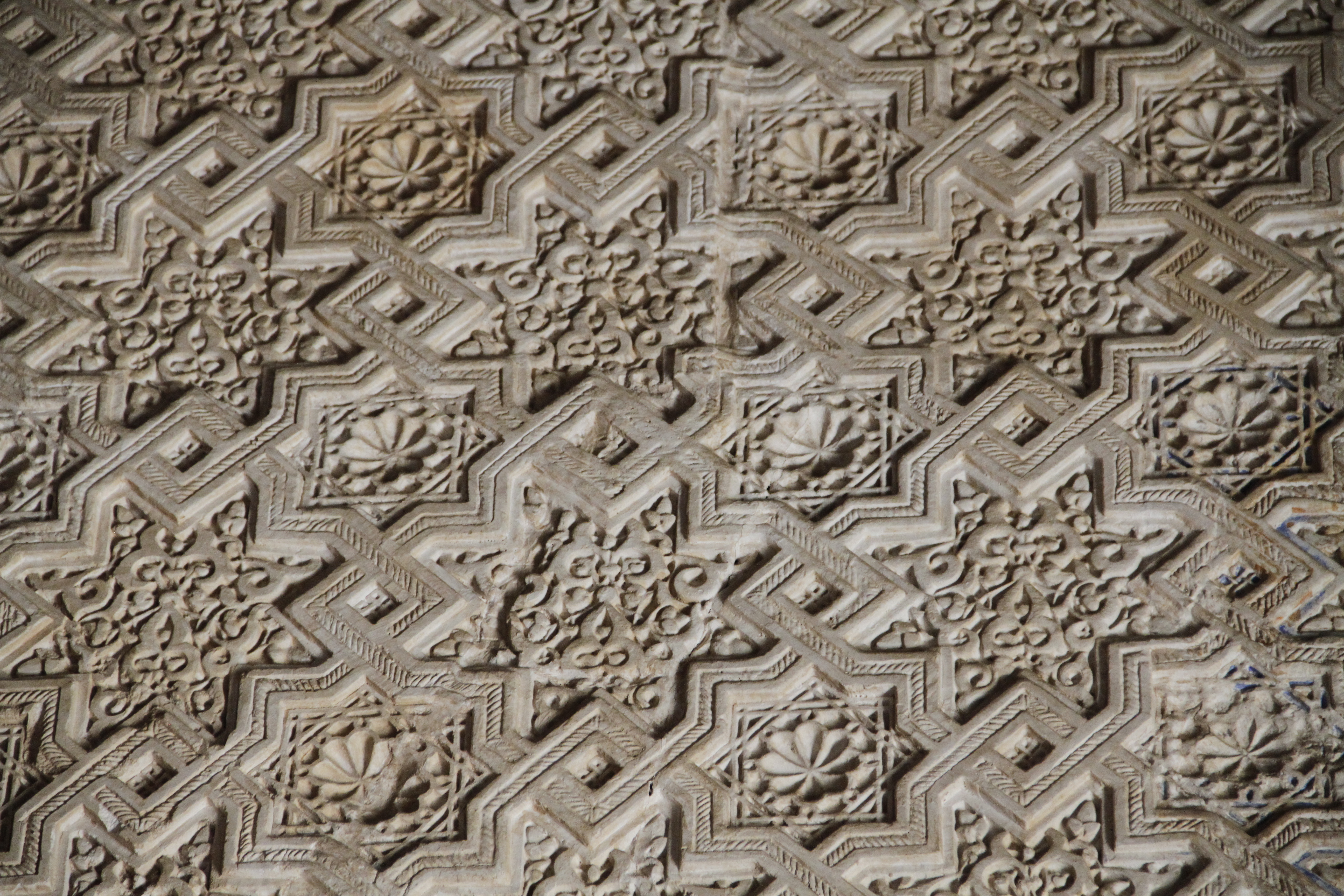
Sala del mexuar, Alhambra
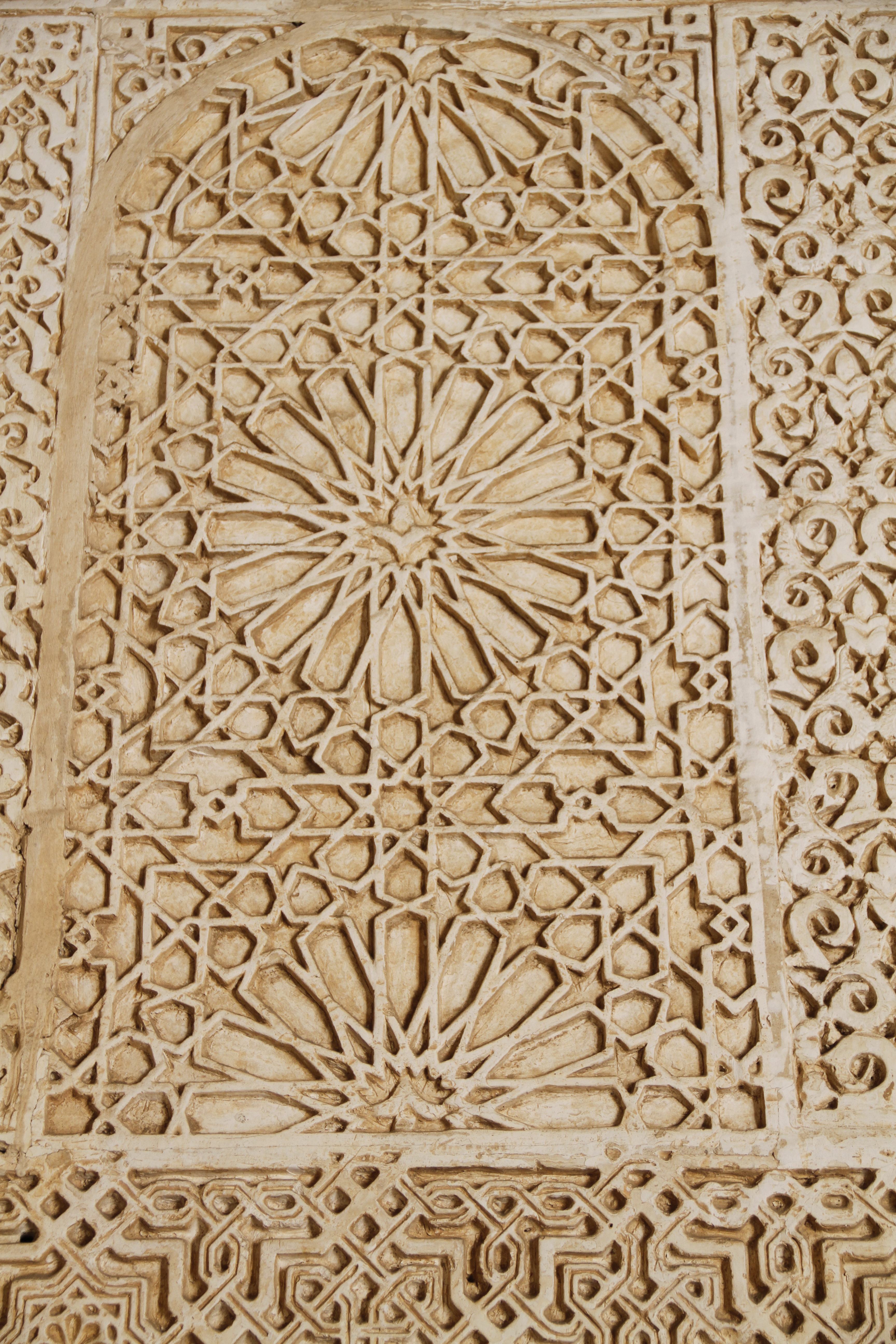
Patio dell'appartamento dorato
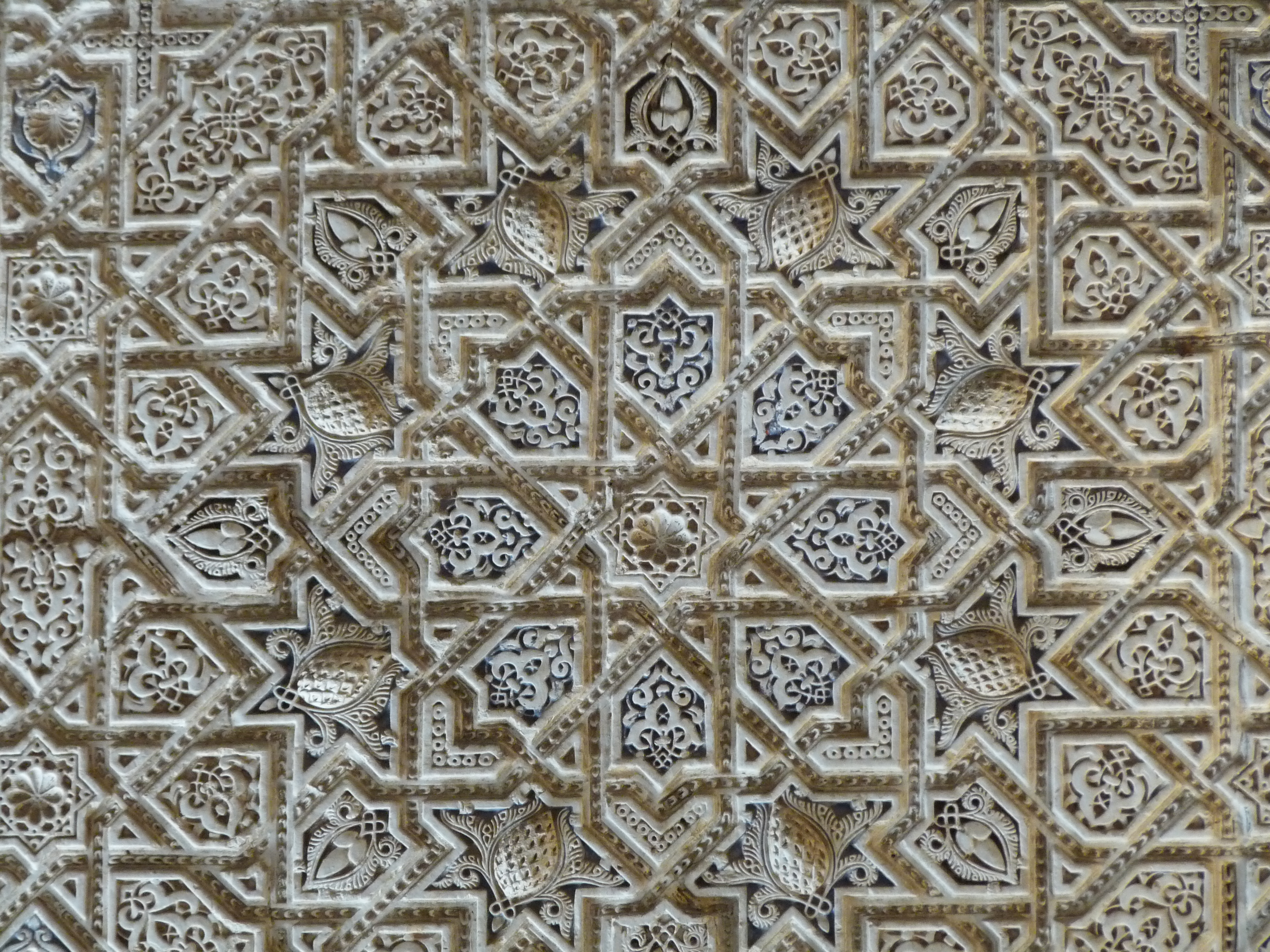
Alhambra
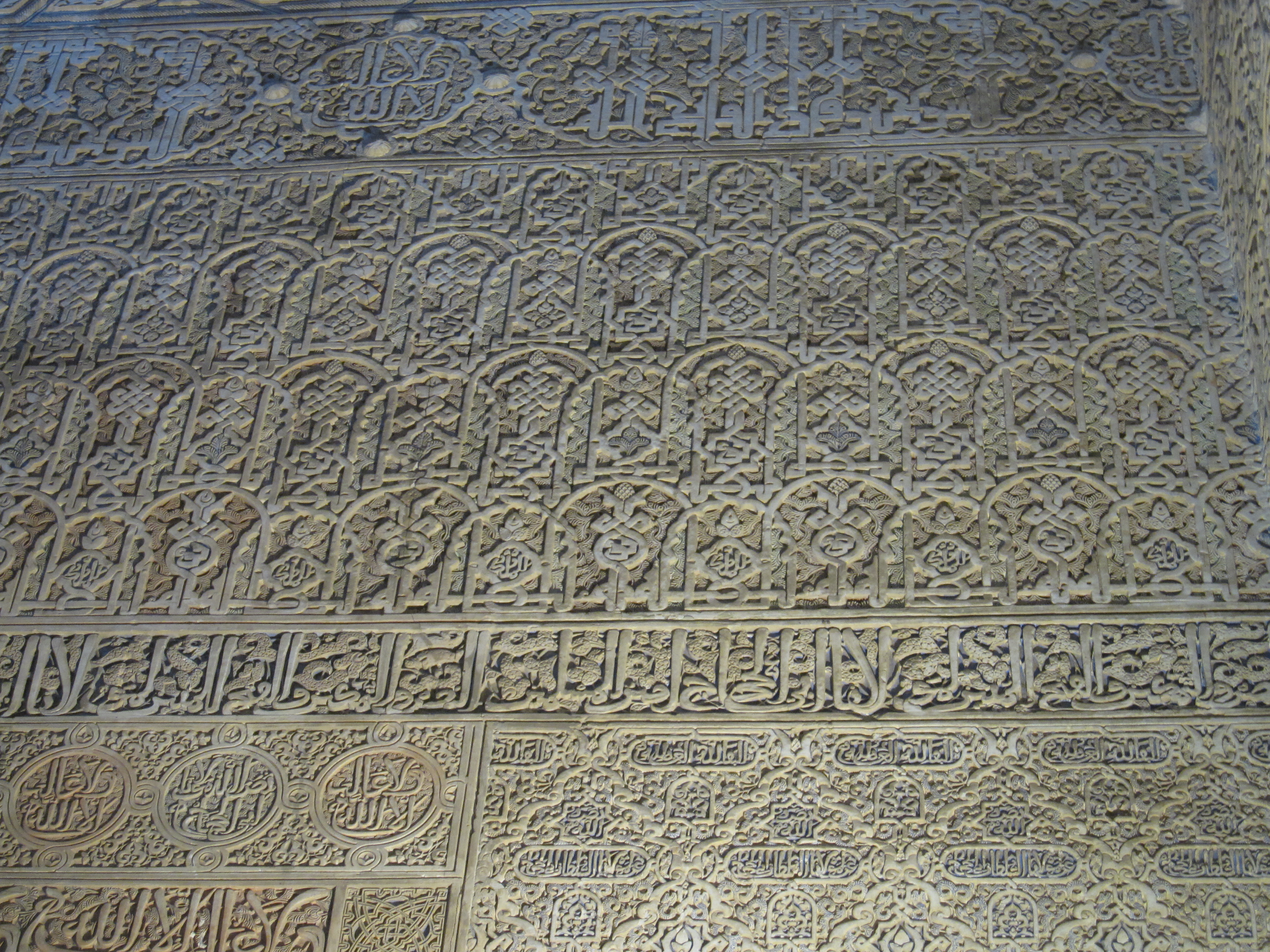
Alhambra
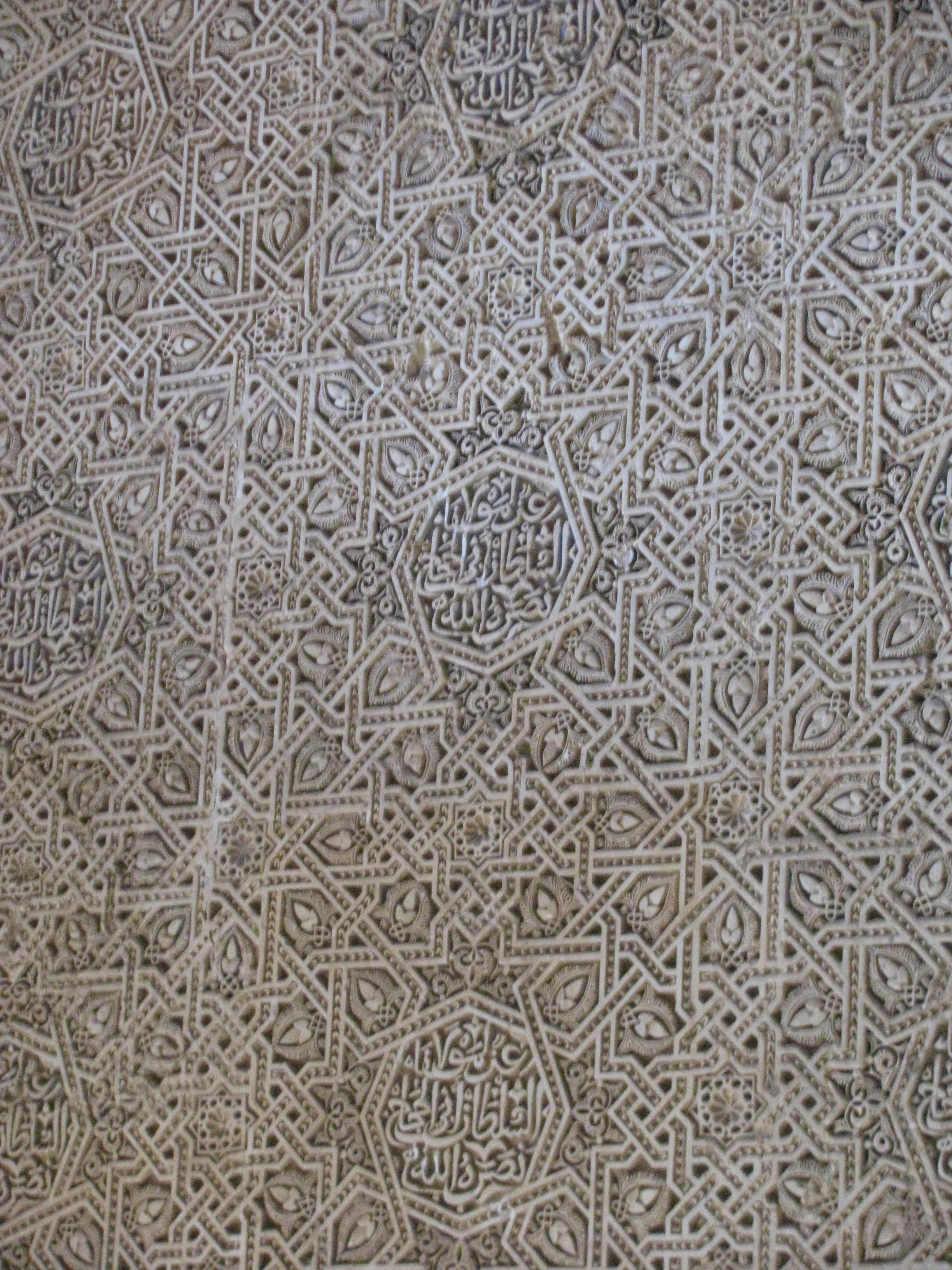
Alhambra
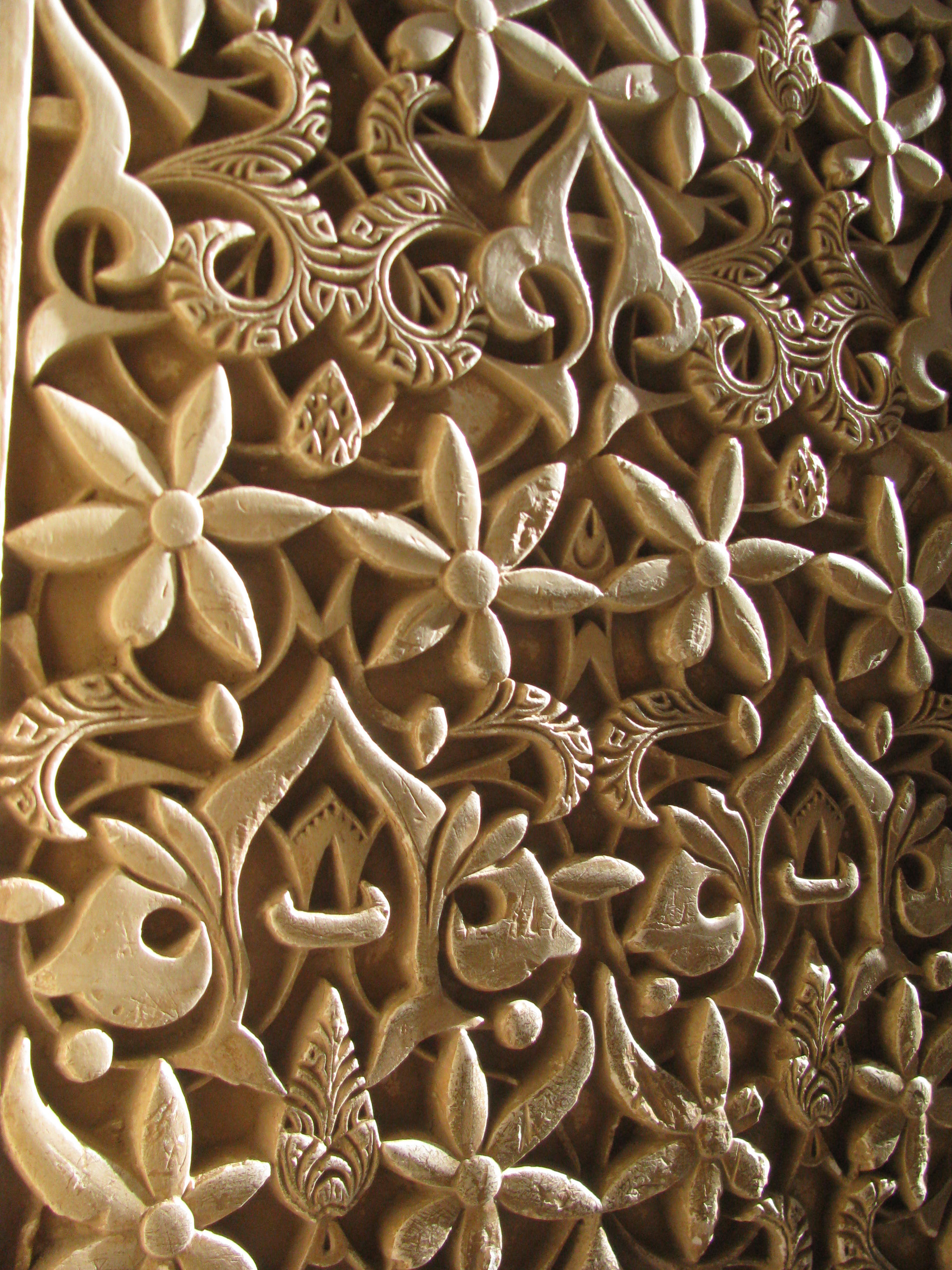
Alhambra
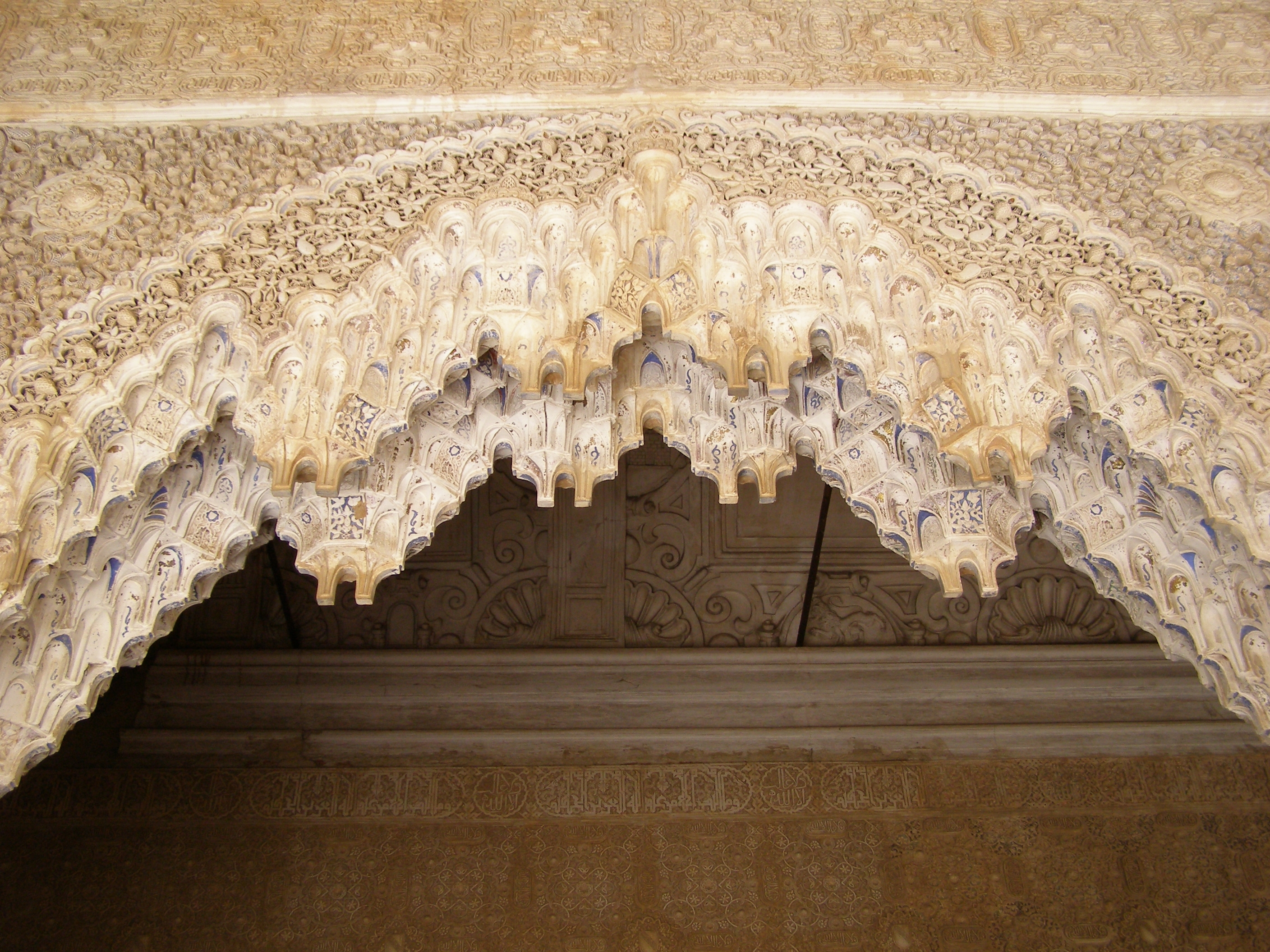
Alhambra
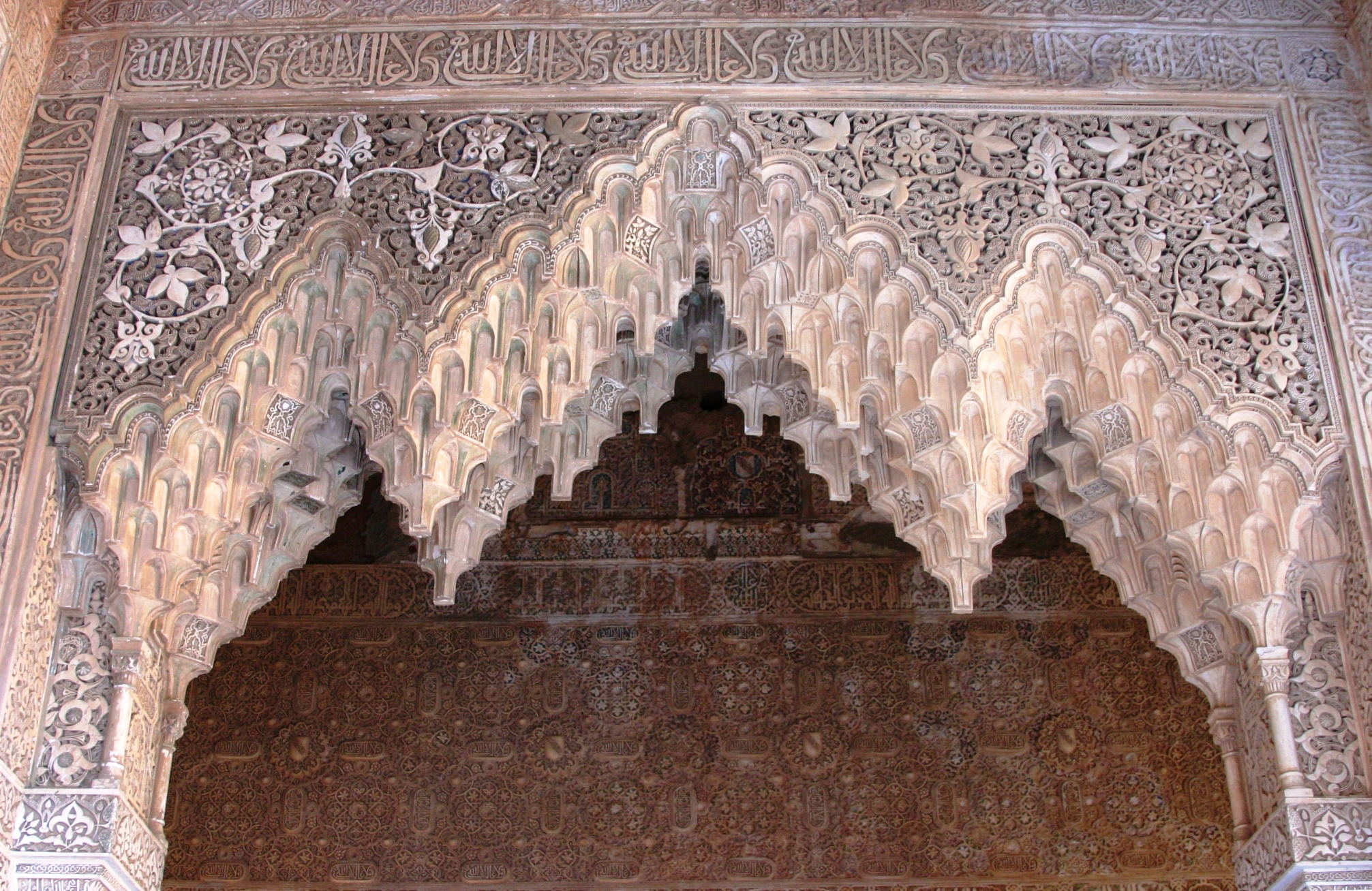
Patio dei Leoni
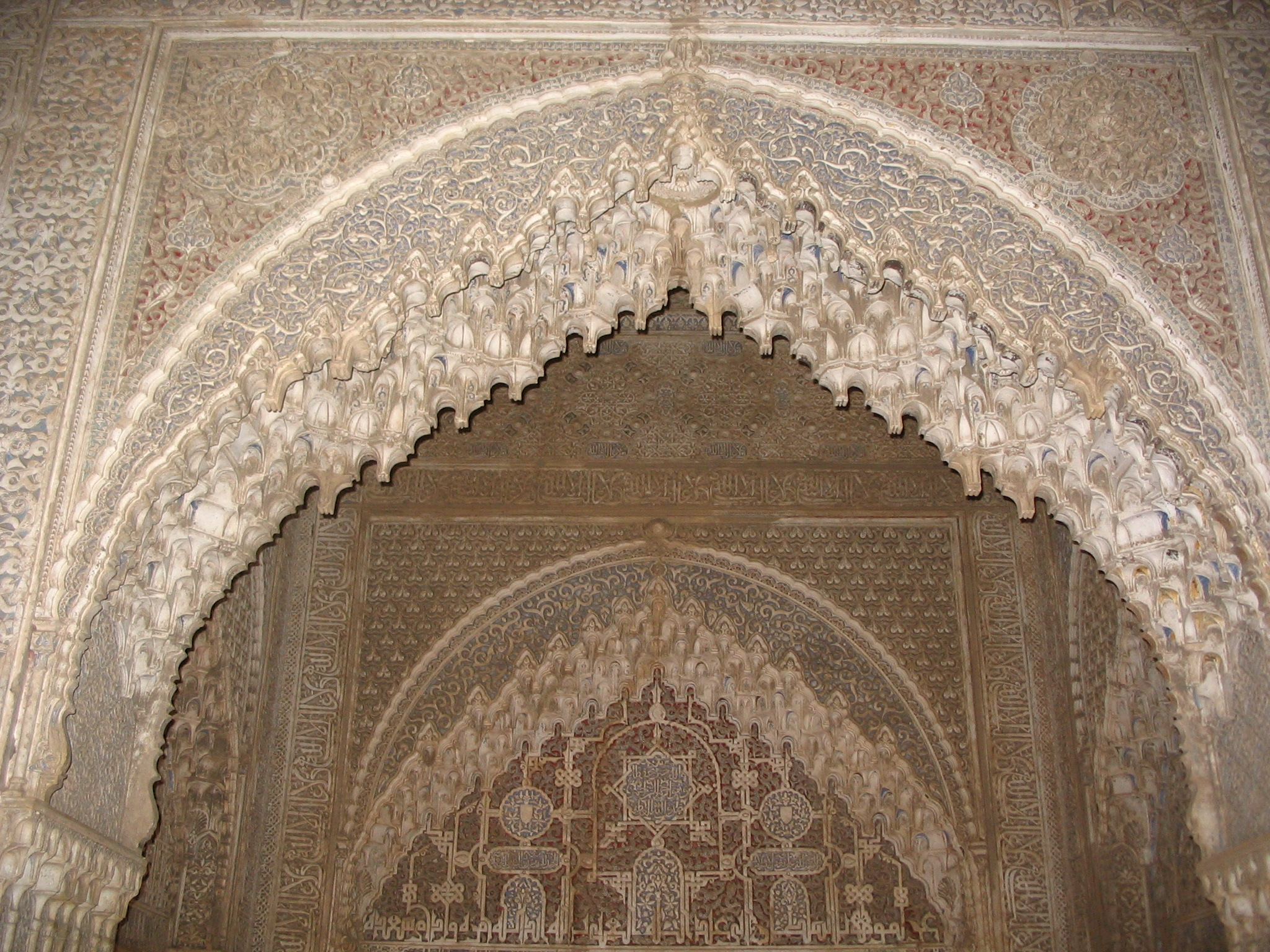
Alhambra, arco con arabesco
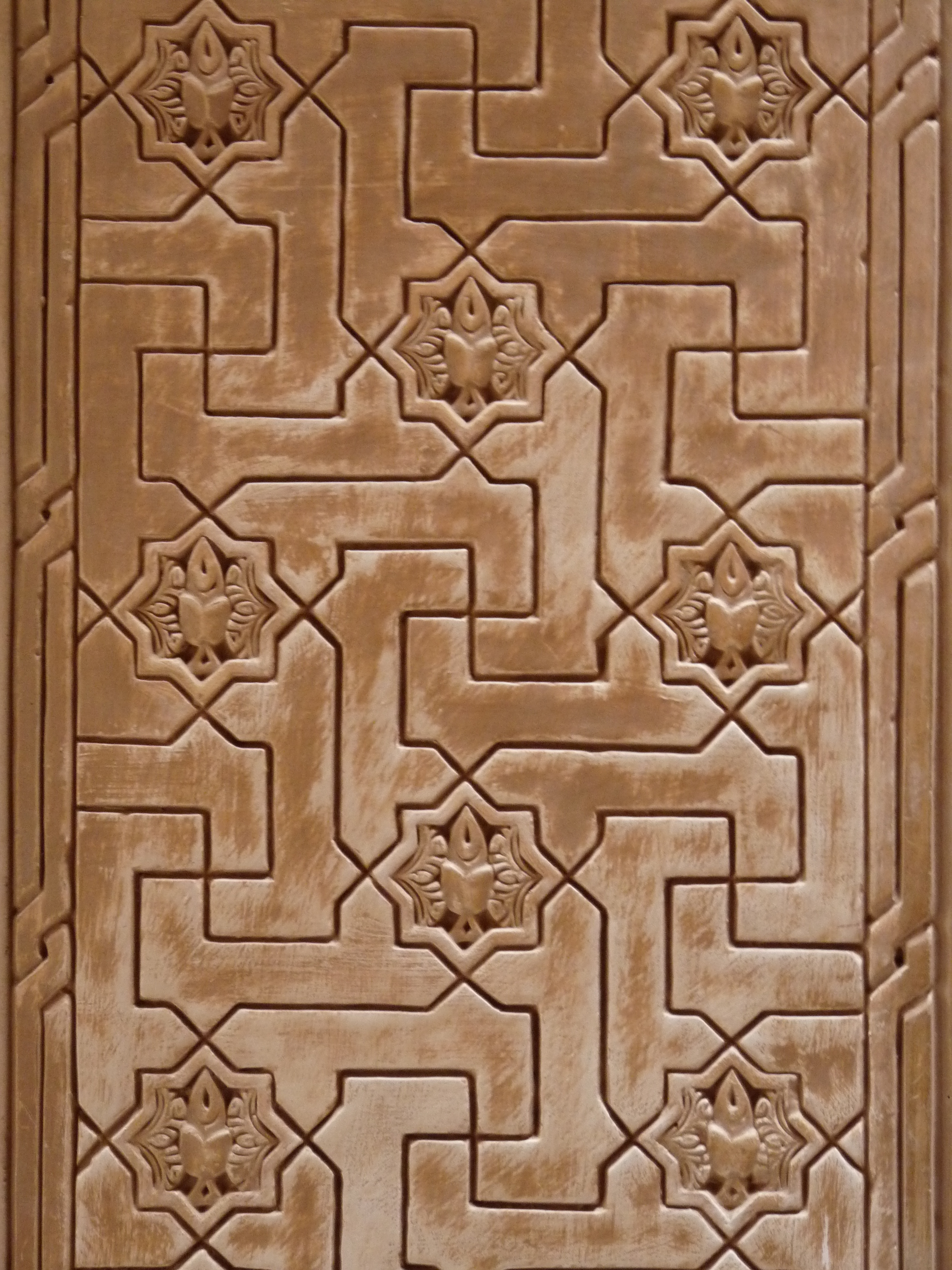
Alhambra
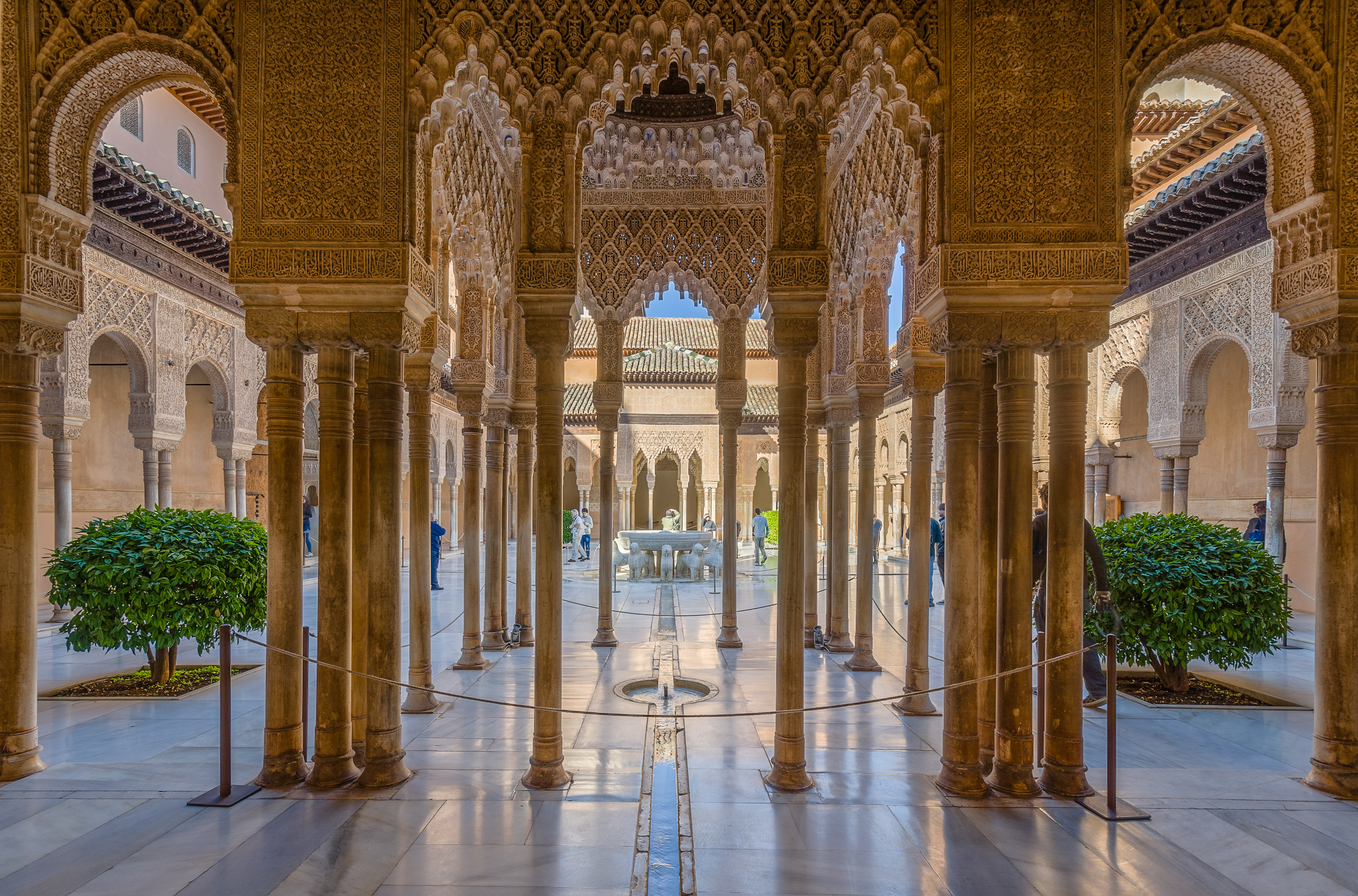
Alhambra